# Doc Cook
Charles L. Cooke (Louisville (Kentucky), 3 september 1891 - Wurtsboro, 25 december 1958), bekend onder het pseudoniem Doc Cook, was een Amerikaanse jazz-pianist, bigband-leider, componist en arrangeur.
Cooke schreef zijn eerste composities toen hij acht was, en op vijftienjarige leeftijd had hij zijn eerste jazzband. Rond 1910 werd hij in Detroit lid van het 'zwarte' dansorkest van Fred Stone. Later ging hij spelen en arrangeren in de band van Ben Shook, waarvan hij op een gegeven moment ook de manager werd. Deze groep speelde enige tijd in Chicago en na zijn periode bij Shook begon hij daar in het begin van de jaren twintig een eigen groep. Ook ging hij er studeren aan Chicago College of Music: in 1926 promoveerde hij er als een van de eerste Afro-Amerikanen in de muziek. Sindsdien ging hij verder onder de artiestennaam Doc Cook.
Van 1922 tot 1927 leidde hij het Dreamland Orchestra in Dreamland Ballroom en vanaf 1927 in onder meer White City Ballroom. Musici in de band waren onder meer Freddie Keppard, Luis Russell, Johnny St. Cyr, Jimmy Noone, Jerome Don Pasquall, Zutty Singleton en William Dawson. De groep nam ook op onder namen als Doc Cook and His 14 Doctors of Syncopation en Cookies Gingersnaps (voor Gennett Records in 1924, Okeh Records in 1926 en Columbia in 1926-1928). De platen waren populaire liedjes, ragtime en jazz-nummers met improvisaties. Ook was hij in die tijd actief als arrangeur voor anderen: hij schreef charts voor bijvoorbeeld het Coon-Sanders Orchestra in Kansas City en schreef arrangementen die gepubliceerd werden.
Door de Grote Depressie ging het minder goed met de band en toen hun instrumenten op een avond werden gestolen gooide Cooke de handdoek in de ring. Hij vertrok rond 1930 naar New York en was daar arrangeur voor de Radio City Music Hall en de theaterketen Radio-Keith-Orpheum. Hij arrangeerde later voor Bill "Bojangles" Robinson en trok zich begin jaren veertig uit de muziek terug.